# Skadanščina
Skadanščina – wieś w Słowenii, w gminie Hrpelje-Kozina. 1 stycznia 2017 liczyła 30 mieszkańców.